# Cratere Amici
Amici è un cratere lunare intitolato all'astronomo italiano Giovanni Battista Amici situato nella parte occidentale della faccia nascosta della Luna, posto a sud del cratere Icarus e a nord del cratere McKellar. Il bordo di Amici è stato eroso e distorto da successivi impatti cosicché attualmente ha una forma simile ad un poligono. Presenta una valle presso il confine meridionale verso il cratere minore Amici M. La superficie all'interno non presenta significative formazioni ma solo piccoli crateri sottili.
Il cratere è dedicato all'astronomo italiano Giovan Battista Amici.

## Crateri correlati
Alcuni crateri minori situati in prossimità di Amici sono convenzionalmente identificati, sulle mappe lunari, attraverso una lettera associata al nome.
| Amici | Coordinate             | Diametro (in km) |
| ----- | ---------------------- | ---------------- |
| M     | 11°48′36″S 172°01′12″W | 107,91           |
| N     | 11°52′48″S 172°32′24″W | 37,63            |
| P     | 12°21′00″S 174°07′48″W | 24,93            |
| Q     | 12°20′24″S 175°53′24″W | 43,59            |
| R     | 11°30′00″S 175°19′12″W | 34,77            |
| T     | 9°54′36″S 174°04′12″W  | 38,06            |
| U     | 8°45′00″S 175°28′12″W  | 88,73            |